# Centrolene litorale
Centrolene litorale är en groddjursart som beskrevs av Pedro M. Ruiz-Carranza och Lynch 1996. Centrolene litorale ingår i släktet Centrolene och familjen glasgrodor. Inga underarter finns listade i Catalogue of Life.